# Mikkel Kirkeskov
Mikkel Kirkeskov (Aarhus, Dinamarca, 5 de septiembre de 1991) es un futbolista danés. Juega de defensor y su equipo es el SC Preußen Münster de la 2. Bundesliga.

## Selección nacional
Ha sido internacional con las selecciones sub-19, sub-20 y sub-21 de Dinamarca.

## Clubes
| Club               | País      | Año       | Partidos | Goles |
| ------------------ | --------- | --------- | -------- | ----- |
| Aarhus GF          | Dinamarca | 2009-2014 | 101      | 0     |
| Odense BK          | Dinamarca | 2014-2016 | 26       | 0     |
| Aalesunds FK       | Noruega   | 2016-2018 | 63       | 2     |
| → Piast Gliwice    | Polonia   | 2018      | 7        | 0     |
| Piast Gliwice      | Polonia   | 2018-2020 | 89       | 2     |
| Holstein Kiel      | Alemania  | 2021-2023 | 50       | 0     |
| Zagłębie Lubin     | Polonia   | 2023-2024 | 9        | 0     |
| Holstein Kiel      | Alemania  | 2024      | 6        | 0     |
| SC Preußen Münster | Alemania  | 2024-     | 30       | 0     |

## Palmarés

### Títulos nacionales
| Título      | Club          | País    | Año  |
| ----------- | ------------- | ------- | ---- |
| Ekstraklasa | Piast Gliwice | Polonia | 2019 |